# Craig Austrie
Craig Kevin Austrie (New York, 14 marzo 1987) è un ex cestista statunitense.

## High school
Craig Austrie ha giocato per quattro stagioni nella Trinity Catholic High School, conducendola ad un record complessivo di 103 vittorie e sole 6 sconfitte; nell'anno da senior (l'ultimo prima del college) ha tenuto medie di 22,5 punti, 5,1 assist, 4,3 rimbalzi e 3,1 palle recuperate. In questa stessa stagione vince il premio come miglior giocatore di high school dello Stato del Connecticut.

## College
Gioca per quattro anni nell'università di Connecticut, tenendo medie complessive di 6,0 punti e 2,2 assist.

## Carriera da professionista
Non viene scelto nel Draft NBA 2009, e va a giocare negli Springfield Armor della NBDL, con i quali rimane per appena 5 partite; alla fine della stagione si ritira.